# ابيضاض الأظافر
الوبش أو ابيضاض الأظافر أو تبيُّض الأظافر وتُعرف أيضاً بالأظافر البيضاء. مصطلح طبي يُطلق على الخطوط البيضاء التي تظهر على الأظافر.
أسباب أخرى محتملة لهذه المشكلة مع لون الأظافر يمكن أن تكون مرتبطة إلى:
- التسمم بالزرنيخ
- الالتهاب الرئوي
- مرض القلب
- الفشل الكلوي
- اعتلال الصحة
- نقص الألبومين
- نقص فيتامينات
- التهاب القولون التقرحي
- نقص بروتينات الدم
- تشمع الكبد
- ضغوط نفسية
- قضم الظفر
- الصدمة المهنية
- نقص الزنك
- نقص البروتين
- الصدفية وكذلك الأكزيما
- نقص الحديد

## الأنواع

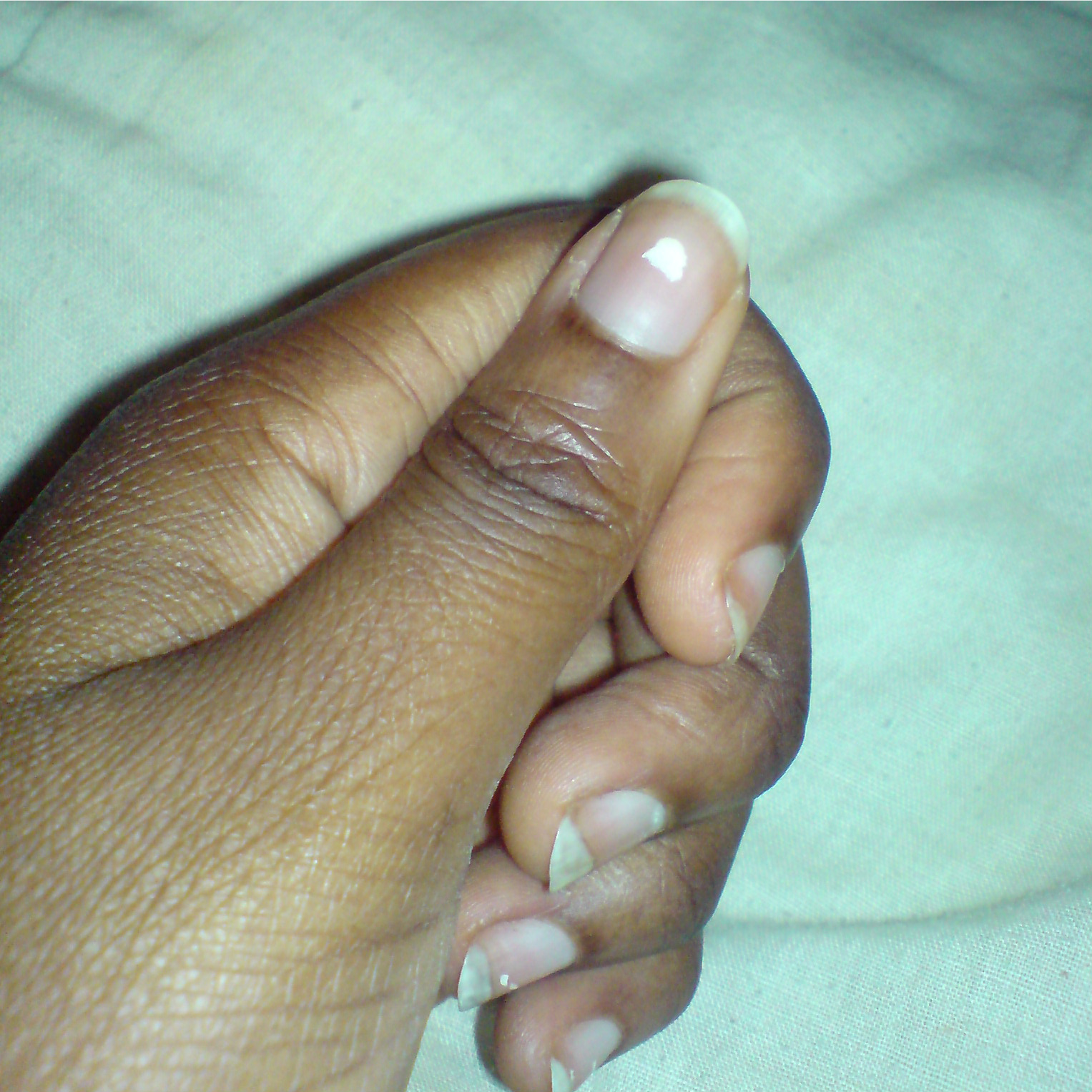
وبش جزئي

#### وبش مخطط

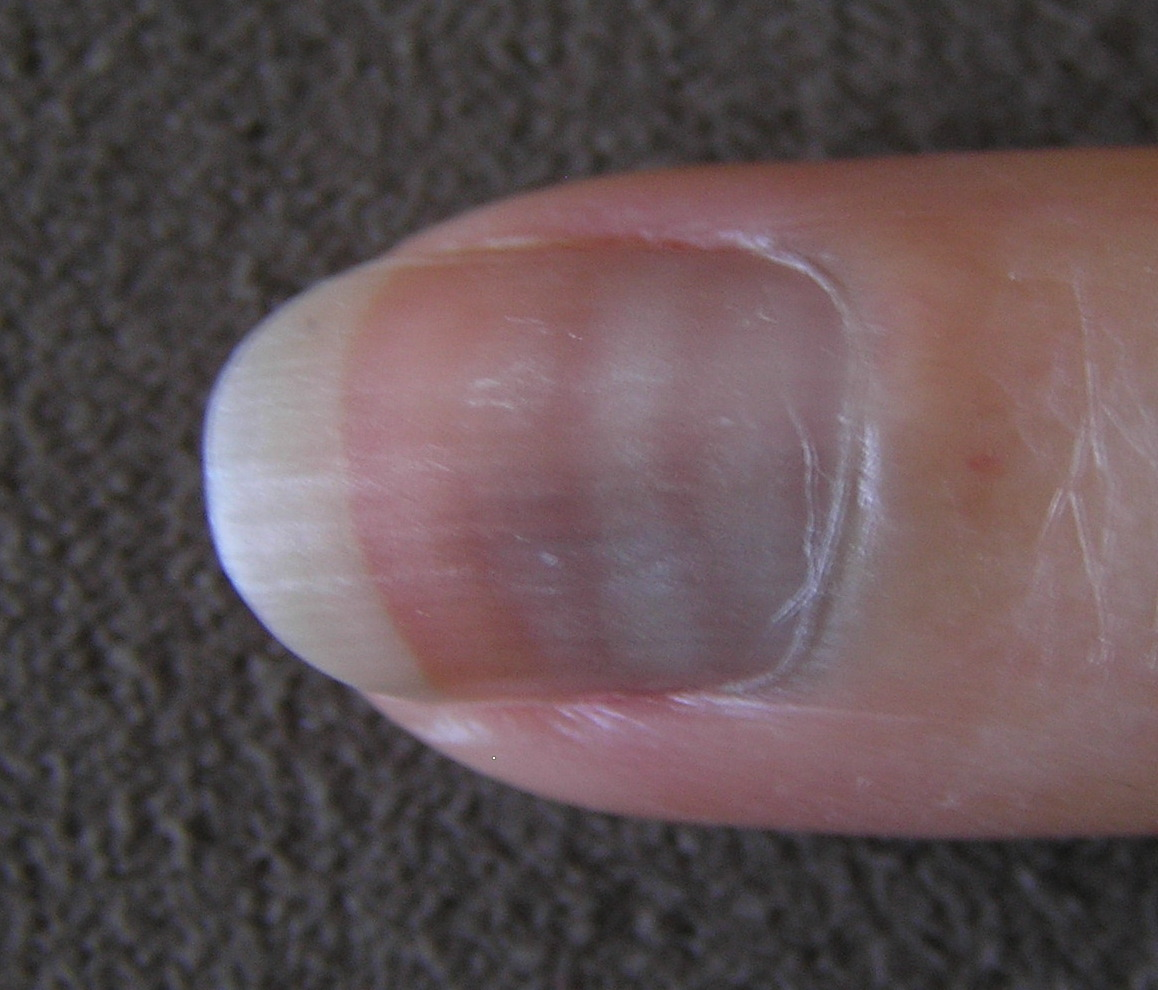
وبش وخطوط

## التشخيص والعلاج
يجب على الطبيب أن يأخذ تاريخ مرضي شامل، وقد يقوم بإجراء بعض التحاليل الطبية تشمل صورة دم كاملة ومعرفة وظائف الكلى والكبد. يعتمد بعض الأطباء أن الوبس علامة على نقص الزنك.